# AC Milán 2009/2010
Tento článek se podrobně zabývá událostmi ve fotbalovém klubu AC Milán v sezoně 2009/10 a jeho působení v nejvyšší lize, domácího poháru a v Lize mistrů UEFA.

## Realizační tým
| Post                                        | Jméno                                                                                                |
| ------------------------------------------- | --- |
| Hlavní trenér                               | Leonardo                                                                                             |
| Asistent trenéra                            | Mauro Tassotti                                                                                       |
| Trenér brankářů                             | William Vecchi a Walerio Fiori                                                                       |
| Technický spolupracovníci                   | Andrea Maldera, Angelo Castellazzi                                                                   |
| Sportovní trenéři                           | Daniele Tognaccini, Fabio Allevi, Bruno Dominici, Monica Caroni, Sergio Mascheroni, Andrea Primitivi |
| Klubové vedení                              | |
| Prezident klubu                             | volné místo                                                                                          |
| Zástupce viceprezidenta a generální ředitel | Adriano Galliani                                                                                     |
| Zástupce prezidenta klubu                   | Paolo Berlusconi, Gianni Nardi                                                                       |
| Sportovní ředitel                           | Ariedo Braida                                                                                        |
| Vedoucí klubu                               | Vittorio Mentana                                                                                     |

## Soupiska
Aktuální k datu 30. června 2010.
| Číslo | Pozice | Nár.                 | Hráč                | Datum narození a věk        | Od roku | Předchozí angažmá | Poznámka                    |
| ----- | ------ | -------------------- | ------------------- | --------------------------- | ------- | ----------------- | --------------------------- |
| 1     | B      | Brazílie             | Dida                | 7. října 1973 (51 let)      | 2000    | Corinthians       |                             |
| 4     | O      | Gruzie               | Kacha Kaladze       | 27. února 1978 (47 let)     | 2001    | Kyjev             |                             |
| 5     | O      | USA · Belgie         | Oguchi Onyewu       | 13. května 1982 (42 let)    | 2009    | Lutych            |                             |
| 7     | Ú      | Brazílie             | Alexandre Pato      | 2. září 1989 (35 let)       | 2008    | Internacional     |                             |
| 8     | Z      | Itálie               | Gennaro Gattuso     | 9. ledna 1978 (47 let)      | 1999    | Salernitana       |                             |
| 9     | Ú      | Itálie               | Filippo Inzaghi     | 9. srpna 1973 (51 let)      | 2001    | Juventus          |                             |
| 10    | Z      | Nizozemsko · Surinam | Clarence Seedorf    | 1. dubna 1976 (48 let)      | 2002    | Inter             |                             |
| 11    | Ú      | Nizozemsko           | Klaas-Jan Huntelaar | 12. srpna 1983 (41 let)     | 2009    | Real              |                             |
| 12    | B      | Itálie               | Christian Abbiati   | 8. července 1977 (47 let)   | 1998    | Monza             |                             |
| 13    | O      | Itálie               | Alessandro Nesta    | 19. března 1976 (49 let)    | 2002    | Lazio             |                             |
| 15    | O      | Itálie               | Gianluca Zambrotta  | 19. února 1977 (48 let)     | 2008    | Barcelona         |                             |
| 16    | Z      | Francie              | Mathieu Flamini     | 7. března 1984 (41 let)     | 2008    | Arsenal           |                             |
| 17    | Ú      | Itálie               | Gianmarco Zigoni    | 10. května 1991 (33 let)    | 2009    | Treviso           |                             |
| 18    | O      | Česko                | Marek Jankulovski   | 9. května 1977 (47 let)     | 2005    | Udinese           |                             |
| 19    | O      | Itálie               | Giuseppe Favalli    | 8. ledna 1972 (53 let)      | 2006    | Inter             |                             |
| 20    | O      | Itálie               | Ignazio Abate       | 12. listopadu 1986 (38 let) | 2009    | Turín             |                             |
| 21    | Z      | Itálie               | Andrea Pirlo        | 19. května 1979 (45 let)    | 2001    | Inter             |                             |
| 22    | Ú      | Itálie               | Marco Borriello     | 18. června 1982 (42 let)    | 2008    | Janov             |                             |
| 23    | Z      | Itálie               | Massimo Ambrosini   | 29. května 1977 (47 let)    | 1995    | Cesena            |                             |
| 25    | O      | Itálie               | Daniele Bonera      | 31. května 1981 (43 let)    | 2006    | Parma             |                             |
| 30    | B      | Itálie               | Marco Storari       | 7. ledna 1977 (48 let)      | 2007    | Messina           | v lednu odešel na hostování |
| 30    | Z      | Brazílie             | Mancini             | 1. srpna 1980 (44 let)      | 2010    | Inter             | přišel v lednu              |
| 31    | B      | Itálie               | Flavio Roma         | 21. června 1974 (50 let)    | 2009    | Monaco            |                             |
| 32    | Z      | Anglie               | David Beckham       | 2. května 1975 (49 let)     | 2009    | LA Galaxy         | přišel v lednu              |
| 33    | O      | Brazílie             | Thiago Silva        | 22. září 1984 (40 let)      | 2009    | Fluminense        |                             |
| 40    | Ú      | Ghana                | Dominic Adiyiah     | 29. listopadu 1989 (35 let) | 2010    | Fredrikstad       | přišel v lednu              |
| 44    | O      | Itálie               | Massimo Oddo        | 14. června 1976 (48 let)    | 2007    | Lazio             |                             |
| 49    | Z      | Itálie               | Davide Di Gennaro   | 16. června 1988 (36 let)    | 2006    | Juniorka          | v lednu odešel na hostování |
| 51    | Z      | Sierra Leone         | Rodney Strasser     | 30. března 1990 (34 let)    | 2008    | Juniorka          |                             |
| 56    | O      | Itálie               | Andrea De Vito      | 27. listopadu 1991 (33 let) | 2009    | Juniorka          |                             |
| 58    | Ú      | Itálie               | Simone Verdi        | 12. června 1992 (32 let)    | 2009    | Juniorka          |                             |
| 77    | O      | Itálie               | Luca Antonini       | 4. srpna 1982 (42 let)      | 2008    | Empoli            |                             |
| 80    | Ú      | Brazílie             | Ronaldinho          | 21. března 1980 (44 let)    | 2008    | Barcelona         |                             |

### Změny v kádru v letním přestupovém období 2009[1]
| Přišli do týmu | Přišli do týmu | Přišli do týmu            | Přišli do týmu | Přišli do týmu    | Přišli do týmu     | Přišli do týmu | Odešli z týmu | Odešli z týmu          | Odešli z týmu             | Odešli z týmu | Odešli z týmu            | Odešli z týmu   | Odešli z týmu |
| Pozice         | Nár.           | Hráč                      | Věk            | Odkud přišel      | Typ                | Cena           | Pozice        | Nár.                   | Hráč                      | Věk           | Kam odešel               | Typ             | Cena          |
| B              | Itálie         | Flavio Roma               | 35             | AS Monaco         | přestup            | zadarmo        | B             | Austrálie · Chorvatsko | Željko Kalac              | 36            | KO Kavala                | přestup         | zadarmo       |
| B              | Itálie         | Marco Storari             | 32             | ACF Fiorentina    | návrat z hostování |                | O             | Itálie                 | Paolo Maldini             | 41            | konec kariéry            |                 |               |
| O              | Itálie         | Ignazio Abate             | 22             | Turín FC          | přestup            | 2,8 mil. Euro  | O             | Švýcarsko              | Philippe Senderos         | 24            | Arsenal FC               | konec hostování |               |
| O              | Brazílie       | Digão                     | 22             | Standard Lutych   | návrat z hostování |                | O             | Itálie                 | Matteo Darmian            | 19            | Calcio Padova            | hostování       |               |
| O              | Brazílie       | Thiago Silva              | 25             | Fluminense FC     | přestup            | 10 mil. Euro   | O             | Brazílie               | Digão                     | 22            | US Lecce                 | hostování       |               |
| O              | Itálie         | Massimo Oddo              | 33             | FC Bayern Mnichov | návrat z hostování |                | Z             | Uruguay                | Mathías Cardacio          | 31            | konec smlouvy            |                 |               |
| O              | USA · Belgie   | Oguchi Onyewu             | 27             | Standard Lutych   | přestup            | zadarmo        | Z             | Brazílie               | Emerson                   | 33            | Santos FC                | přestup         | zadarmo       |
| Z              | Itálie         | Davide Di Gennaro         | 21             | Janov CFC         | přestup            | 2,5 mil. Euro  | Z             | Anglie                 | David Beckham             | 34            | Los Angeles Galaxy       | konec hostování |               |
| Ú              | Gabon          | Pierre-Emerick Aubameyang | 20             | Dijon FCO         | návrat z hostování |                | Z             | Francie                | Yoann Gourcuff            | 22            | FC Girondins de Bordeaux | přestup         | 15 mil. Euro  |
| Ú              | Nizozemsko     | Klaas-Jan Huntelaar       | 25             | Real Madrid       | přestup            | 15 mil. Euro   | Z             | Brazílie               | Kaká                      | 27            | Real Madrid              | přestup         | 67 mil. Euro  |
| Ú              | Itálie         | Gianmarco Zigoni          | 18             | ASD Treviso 2009  | přestup            | 1,2 mil. Euro  | Ú             | Ukrajina               | Andrij Ševčenko           | 32            | Chelsea FC               | konec hostování |               |
|                |                |                           |                |                   |                    |                | Ú             | Uruguay                | Tabaré Viudez             | 19            | konec smlouvy            |                 |               |
|                |                |                           |                |                   |                    |                | Ú             | Gabon                  | Pierre-Emerick Aubameyang | 20            | Lille OSC                | hostování       |               |

### Změny v kádru v zimním přestupovém období 2010[2]
| Přišli do týmu | Přišli do týmu | Přišli do týmu  | Přišli do týmu | Přišli do týmu     | Přišli do týmu     | Přišli do týmu | Odešli z týmu | Odešli z týmu | Odešli z týmu     | Odešli z týmu | Odešli z týmu     | Odešli z týmu | Odešli z týmu |
| Pozice         | Nár.           | Hráč            | Věk            | Odkud přišel       | Typ                | Cena           | Pozice        | Nár.          | Hráč              | Věk           | Kam odešel        | Typ           | Cena          |
| O              | Brazílie       | Digão           | 22             | US Lecce           | návrat z hostování |                | B             | Itálie        | Marco Storari     | 33            | UC Sampdoria      | hostování     |               |
| Z              | Brazílie       | Mancini         | 29             | FC Inter Milán     | hostování          |                | O             | Brazílie      | Digão             | 23            | FC Crotone        | hostování     |               |
| Z              | Anglie         | David Beckham   | 34             | Los Angeles Galaxy | hostování          |                | Z             | Itálie        | Davide Di Gennaro | 21            | AS Livorno Calcio | hostování     |               |
| Ú              | Ghana          | Dominic Adiyiah | 21             | Fredrikstad FK     | přestup            | 1,4 mil. Euro  |               |               |                   |               |                   |               |               |

## Zápasy v sezoně 2009/10

### Serie A (Italská liga)
|              | ATA | BAR | BOL | CAG | CAT | CHI | FIO | JAN | INT | JUV | LAZ | LIV | NEA | PAL | PAR | ŘÍM | SAM | SIE | UDI |
| ------------ | --- | --- | --- | --- | --- | --- | --- | --- | --- | --- | --- | --- | --- | --- | --- | --- | --- | --- | --- |
| Utkání doma  | 3:1 | 0:0 | 1:0 | 4:3 | 2:2 | 1:0 | 1:0 | 5:2 | 0:4 | 3:0 | 1:1 | 1:1 | 1:1 | 0:2 | 2:0 | 2:1 | 3:0 | 4:0 | 3:2 |
| Utkání venku | 1:1 | 2:0 | 0:0 | 3:2 | 2:0 | 2:1 | 2:1 | 0:1 | 0:2 | 0:3 | 1:2 | 0:0 | 2:2 | 1:3 | 0:1 | 0:0 | 1:2 | 2:1 | 0:1 |

## Tabulka
| Poř. | Tým                 | Z  | V  | R  | P  | VG | OG | B  |
| ---- | ------------------- | -- | -- | -- | -- | -- | -- | -- |
| 1.   | FC Inter Milán      | 38 | 24 | 10 | 4  | 75 | 34 | 82 |
| 2.   | AS Řím              | 38 | 24 | 8  | 6  | 68 | 41 | 80 |
| 3.   | AC Milán            | 38 | 20 | 10 | 8  | 60 | 39 | 70 |
| 4.   | UC Sampdoria        | 38 | 19 | 10 | 9  | 49 | 41 | 67 |
| 5.   | US Città di Palermo | 38 | 18 | 11 | 9  | 59 | 47 | 65 |
| 6.   | SSC Neapol          | 38 | 15 | 14 | 9  | 50 | 43 | 59 |
| 7.   | Juventus FC         | 38 | 16 | 7  | 15 | 55 | 56 | 55 |
| 8.   | Parma FC            | 38 | 14 | 10 | 14 | 46 | 51 | 52 |
| 9.   | Janov CFC           | 38 | 14 | 9  | 15 | 57 | 61 | 51 |
| 10.  | AS Bari             | 38 | 13 | 11 | 14 | 49 | 49 | 50 |

Poznámky
- Z = Odehrané zápasy; V = Vítězství; R = Remízy; P = Prohry; VG = Vstřelené góly; OG = Obdržené góly; B = Body

|  | Mistr ligy a Přímý postup do Ligy mistrů 2010/11 |
|  | Přímý postup do Ligy mistrů 2010/11              |
|  | Postup do play-off Ligy mistrů 2010/11           |
|  | Přímý postup do Evropské ligy UEFA 2010/11       |
|  | Postup do play-off Evropské ligy UEFA 2010/11    |

### Coppa Italia (Italský pohár)
| osmifinále 13. ledna 2010 | AC Milán                                | 2 – 1  | Novara Calcio              | Stadio Giuseppe Meazza, Milán            |  |  |
| 16:00 SELČ                | 12' Filippo Inzaghi 81' Mathieu Flamini | Report | 46' Pablo Andrés Gonzaález | Diváci: 15.061 Rozhodčí: Renzo Candussio |  |  |
|                           |                                         |        |                            |                                          |  |  |

| čtvrtfinále 27. ledna 2010 | AC Milán | 0 – 1  | Udinese Calcio   | Stadio Giuseppe Meazza, Milán            |  |  |
| 21:00 SELČ                 |          | Report | 56' Gökhan Inler | Diváci: 5.513 Rozhodčí: Andrea Gervasoni |  |  |
|                            |          |        |                  |                                          |  |  |

### Liga mistrů UEFA 2009/10
| Základní skupina C: 1. zápas 15. září 2009 | Olympique Marseille | 1 – 2  | AC Milán                 | Stade Vélodrome, Marseille               |  |
| 20:45 SELČ | 49' Gabriel Heinze  | Report | 28', 74' Filippo Inzaghi | Diváci: 55.434 Rozhodčí: Claus Bo Larsen |  |
| Poznámky: Sestava: Storari – Zambrotta, Thiago Silva, Nesta, Oddo – Flamini, Pirlo, Ambrosini (K) (58. Gattuso) – Seedorf (90. Abate) – Pato, Inzaghi (87. Huntelaar) |                     |        |                          |                                          |  |

| Základní skupina C: 2. zápas 30. září 2009 | AC Milán | 0 – 1  | FC Curych         | Stadio Giuseppe Meazza, Milán          |  |
| 20:45 SELČ |          | Report | 10' Hannu Tihinen | Diváci: 32.439 Rozhodčí: Florian Meyer |  |
| Poznámky: Sestava: Storari – Jankulovski, Kaladze, Nesta (K) (60. Onyewu), Abate – Flamini (46. Zambrotta), Pirlo, Ambrosini – Seedorf (46. Ronaldinho) – Pato, Inzaghi |          |        |                   |                                        |  |

| Základní skupina C: 3. zápas 21. října 2009 | Real Madrid                  | 2 – 3  | AC Milán                                 | Estadio Santiago Bernabéu, Madrid           |  |
| 20:45 SELČ | 19' Raúl 76' Royston Drenthe | Report | 66', 88' Alexandre Pato 62' Andrea Pirlo | Diváci: 71.569 Rozhodčí: Frank De Bleeckere |  |
| Poznámky: Sestava: Dida – Zambrotta, Thiago Silva, Nesta, Oddo – Pirlo – Seedorf, Ambrosini – Ronaldinho (90+2. Flamini), Pato – Inzaghi (61. Borriello) |                              |        |                                          |                                             |  |

| Základní skupina C: 4. zápas 3. listopadu 2009                                                                                               | AC Milán              | 1 – 1  | Real Madrid       | Stadio Giuseppe Meazza, Milán        |  |
| 20:45 SELČ | 35' (pen.) Ronaldinho | Report | 29' Karim Benzema | Diváci: 75.092 Rozhodčí: Felix Brych |  |
| Poznámky: Sestava: Dida – Zambrotta, Thiago Silva, Nesta, Oddo – Pirlo – Seedorf, Ambrosini (K) – Ronaldinho, Pato – Borriello (79. Inzaghi) |                       |        |                   |                                      |  |

| Základní skupina C: 5. zápas 25. listopadu 2009                                                                                           | AC Milán            | 1 – 1  | Olympique Marseille | Stadio Giuseppe Meazza, Milán        |  |
| 20:45 SELČ | 10' Marco Borriello | Report | 16' Lucho Gonzalez  | Diváci: 49.063 Rozhodčí: Howard Webb |  |
| Poznámky: Sestava: Dida – Zambrotta, Thiago Silva, Nesta, Oddo (28. Abate) – Ambrosini (H), Pirlo – Ronaldinho, Seedorf, Pato – Borriello |                     |        |                     |                                      |  |

| Základní skupina C: 6. zápas 8. prosince 2009 | FC Curych       | 1 – 1  | AC Milán              | Letzigrund, Curych                     |  |
| 20:45 SELČ | 29' Milan Gajić | Report | 64' (pen.) Ronaldinho | Diváci: 24.100 Rozhodčí: Pedro Proenca |  |
| Poznámky: Sestava: Dida – Antonini, Nesta, Thiago Silva (20. Kaladze), Abate – Ambrosini (K) (55. Flamini), Pirlo, Seedorf – Ronaldinho – Pato, Borriello (84. Inzaghi) |                 |        |                       |                                        |  |

Konečná tabulka skupiny H